# ISO 3166-2:NR
ISO 3166-2:NR è uno standard ISO che definisce i codici geografici delle suddivisioni di Nauru; è un sottogruppo dello standard ISO 3166-2.
I codici, assegnati ai 14 distretti del paese, sono formati da NR- (sigla ISO 3166-1 alpha-2 dello Stato), seguito da due cifre.

## Codici
| Codice | Distretto  |
| ------ | ---------- |
| NR-01  | Aiwo       |
| NR-02  | Anabar     |
| NR-03  | Anetan     |
| NR-04  | Anibare    |
| NR-05  | Baiti      |
| NR-06  | Boe        |
| NR-07  | Buada      |
| NR-08  | Denigomodu |
| NR-09  | Ewa        |
| NR-10  | Ijuw       |
| NR-11  | Meneng     |
| NR-12  | Nibok      |
| NR-13  | Uaboe      |
| NR-14  | Yaren      |